# NGC 3721
NGC 3721 é uma galáxia espiral (S0-a) localizada na direcção da constelação de Crater. Possui uma declinação de -09° 28' 00" e uma ascensão recta de 11 horas, 34 minutos e 07,8 segundos.
A galáxia NGC 3721 foi descoberta em 1886 por Frank Leavenworth.